# Alice Ramsey

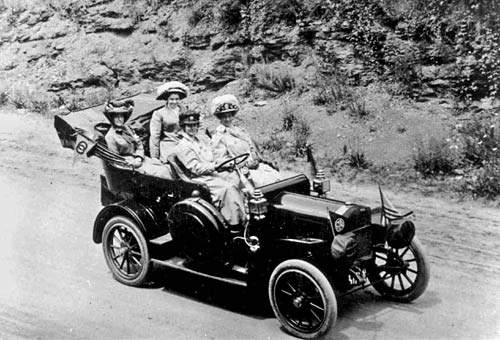
Alice Ramsey zusammen mit ihren Begleiterinnen auf einem Werbefoto von 1909

Alice Huyler Ramsey (* 11. November 1886 in Hackensack, New Jersey; † 10. September 1983 in Covina, Kalifornien) war eine US-amerikanische Automobilistin, der im Sommer 1909 als erster Frau die Durchquerung der Vereinigten Staaten mit einem Automobil gelang.

## Frühe Jahre
Alice Taylor Huyler wurde als Tochter des Holz- und Kohlehändlers John Edwin Huyler und dessen Ehefrau Ada Mumford Farr in Hackensack, dem Verwaltungssitz von Bergen County in New Jersey geboren. Bereits in der Schule bewies sie ein hohes technisches und mechanisches Verständnis. 1903 ging sie an das Vassar College in Poughkeepsie, brach aber nach zwei Jahren ihr Studium ab, um den mehr als doppelt so alten Verwaltungsbeamten John Rathbone Ramsey zu heiraten. 1907 kam ihr Sohn John zur Welt, 1910 folgte die Tochter Alice.
1908 erwarb die Familie ein Maxwell-Automobil und Alice Ramsey nahm Fahrstunden beim örtlichen Autohändler. Ramsey war fasziniert von dem neuen Transportmittel und wurde zu einer passionierten Autofahrerin. Im September nahm Alice Ramsey mit ihrem Automobil erstmals an einem Langstreckenrennen von Hackensack nach New York City teil. Sie erwies sich als eine ausgezeichnete Fahrerin, die auch auf schwierigem Gelände ihr Fahrzeug beherrschte. Alice Ramsey wurde zur Vorsitzenden des New Yorker Women’s Motoring Club gewählt und stand der Frauenabteilung des Maxwell-Briscoe Motor Club vor. Bei weiteren Rennen konnte Ramsey mehrere Siege erreichen.

## Durchquerung der Vereinigten Staaten

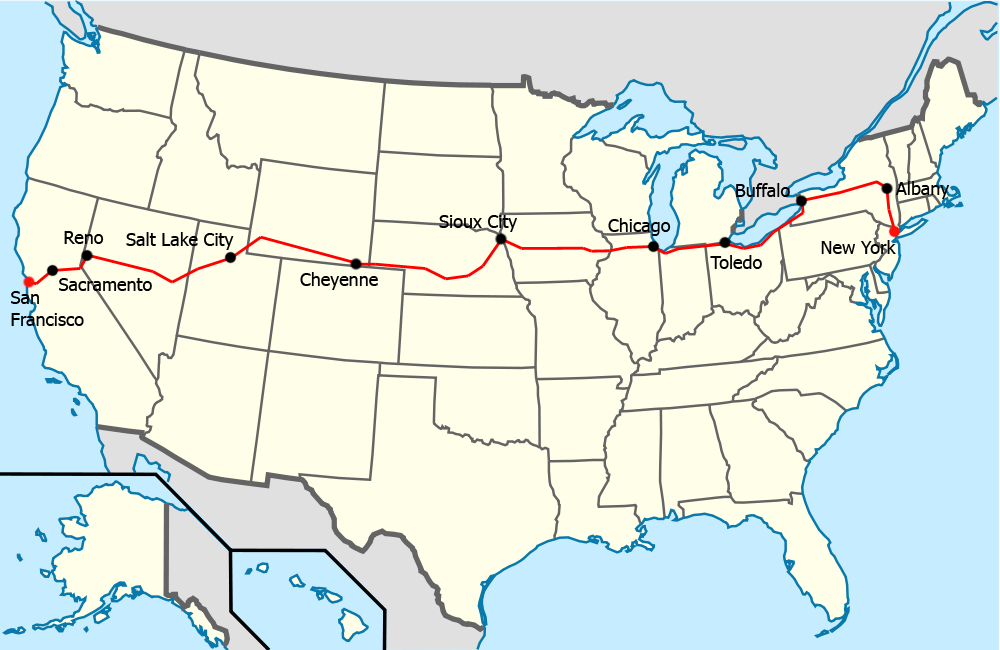
Streckenverlauf

Vertreter von Maxwell-Briscoe wurden auf Alice Ramsey aufmerksam und schlugen ihr vor, eine werbewirksame Fahrt quer durch die Vereinigten Staaten durchzuführen. Der Arzt Horatio Nelson Jackson hatte 1903 als erster Mensch die Strecke von der Westküste zur Ostküste im Auto bewältigt. Bei weiteren Fahrten waren Frauen nur als Passagiere zugegen, somit sollte Alice Ramsey als erste Autofahrerin die mehr als 6000 Kilometer lange Strecke bewältigen.
Maxwell-Briscoe fertigte basierend auf dem aktuellen Modell DA einen Wagen für Alice Ramsey an und wies seine Niederlassungen an, Ramsey mit Ersatzteilen und Treibstoff ausreichend zu versorgen und sie gegebenenfalls bis zur nächsten Stadt mit einem zweiten Fahrzeug zu begleiten. Darüber hinaus sorgte das Unternehmen für eine ausführliche Berichterstattung im Vorfeld der Fahrt. Da ihr Gatte darauf bestand, dass Alice Ramsey nicht alleine fuhr, lud sie ihre Schwägerinnen Margaret Atwood und Nettie Powell sowie ihre Freundin Hermine Jahns als Reisegefährtinnen ein. Ramsey war aber die einzige, die ein Auto fahren konnte. Anfang Juni 1909 waren die Vorbereitungen zu der historischen Fahrt abgeschlossen.
Am 9. Juni 1909 fanden sich Alice Ramsey und ihre Begleiterinnen in den New Yorker Verkaufsräumen von Maxwell-Briscoe am Broadway ein. Dort gab A. L. Westgard, der für die Erstellung der Straßenkarten der AAA verantwortlich war, den Startschuss zur Reise nach San Francisco.
Nach zehn Tagen erreichte Ramsey Chicago. Die Fahrt dahin verlief ohne größere Vorkommnisse, Ramsey und ihre Mitfahrerinnen wurden in den Städten freudig empfangen. Bei dem nächsten Teilstück nach Iowa litten die Frauen aber unter Dauerregen, der die unbefestigten Straßen zu kaum passierbaren Schlammpisten machte. Kurz vor der Stadt Sioux City brach die Hinterachse des Maxwells. Ramsey musste eine dreitägige Zwangspause einlegen, konnte dann aber am 6. Juli die Fahrt fortsetzen. Die schlechten Straßenverhältnisse führten auch an den folgenden Tagen zu Reparaturen am Fahrzeug, so dass Ramsey erst am 14. Juli Cheyenne, Wyoming, erreichte.

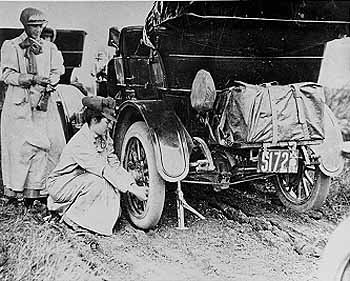
Alice Ramsey beim Reifenwechsel während ihrer Rekordfahrt

Am 17. Juli begann der Aufstieg in die Rocky Mountains, der sich laut Ramsey als weniger mühselig, aber auch als weniger landschaftlich reizvoll erwies. Nach nur vier Tagen erreichten die Frauen Salt Lake City, wo sie den Maxwell reinigen und instand setzen ließen. Als sie die Reise durch die Rocky Mountains fortsetzten, stürzte der Wagen in einen Graben. Ramsey musste in Salt Lake City eine neue Achse anfertigen lassen. Aufgrund der Verzögerungen reisten ihre Begleiterinnen mit dem Zug voraus, und Ramsey unternahm alleine mit einem Repräsentanten von Maxwell-Briscoe die beschwerliche Fahrt nach Nevada. Auf diesem Teilstück begegnete Alice Ramsey einer Gruppe Indianer, die aber wenig Interesse an ihr und dem Automobil zeigten.
Am 4. August verließen Alice Ramsey und ihre Begleiterinnen das Städtchen Reno für die letzte Etappe ihrer Reise. Über Lake Tahoe erfolgte der Aufstieg in die Sierra Nevada, von wo aus es weiter nach Kalifornien ging. Erstmals seit Chicago konnte Ramsey wieder befestigte Straßen befahren. Die Fahrt von Sacramento nach Oakland wurde schließlich zu einem Triumphzug für Ramsey und ihre Freundinnen, ihr Maxwell wurde von zahlreichen begeisterten Autofahrern eskortiert. Mit der Fähre überquerten sie die Bucht von San Francisco und erreichten schließlich am 7. August 1909 60 Tage nach dem Start in New York den Zielort San Francisco.
Ramsey traf damit drei Wochen später als geplant an der Westküste ein, allerdings stand der Maxwell aufgrund verschiedener Reparaturen und Fahrtpausen an insgesamt 18 Tagen still. An den 42 Fahrttagen legten die vier Damen im Durchschnitt 146 Kilometer täglich zurück. Während der Fahrt musste insgesamt elfmal ein Reifen gewechselt werden. Alle Reifenwechsel wurden von Alice Ramsey selbst vorgenommen, auch an den übrigen Reparaturarbeiten wirkte sie wann immer möglich mit.
Alice Ramsey wurde für ihre fahrerische Leistung gefeiert und als ein Beispiel für die neue Generation emanzipierter Autofahrerinnen hervorgehoben. Maxwell-Briscoe bewarb angesichts Ramseys Leistung ihren Wagen mit dem Werbespruch „The car for a lady to drive“, dem weder steile Berge, dicker Matsch noch tiefer Sand etwas anhaben könne. Bereits neun Monate später wiederholte Blanche Stuart Scott Ramseys Durchquerung der Vereinigten Staaten.

## Späteres Leben
Alice Ramsey blieb dem Automobilsport treu, verzichtete aber nach der Geburt ihres zweiten Kindes zunächst auf weitere Langstreckenfahrten. Erst 1919 unternahm sie eine zweite Fahrt von der Ost- zur Westküste der Vereinigten Staaten. Sie wiederholte die Fahrten beinahe jährlich bis ins hohe Alter.
1933 starb John Rathbone Ramsey. Sechs Jahre später zog Alice Ramsey nach Ridgewood, New Jersey, 1949 ließ sie sich schließlich in Covina nieder. Zum 50. Jahrestag ihrer ersten Fahrt von New York nach San Francisco erinnerten mehrere Zeitungen an Ramsey, nicht ahnend, dass die 72-Jährige noch eine aktive Autofahrerin war.
1960 wurde Alice Ramsey von der American Automobile Association als „Autofahrerin des Jahrhunderts“ ausgezeichnet, weitere Ehrungen und Ehrenmitgliedschaften von Automobilsportverbänden folgten. 1961 veröffentlichte Ramsey ihre Erinnerungen an die Fahrt von 1909 in dem Buch Veil, Duster, and Tire Iron.
Alice Ramsey starb 1983 im hohen Alter von 96 Jahren. Am 17. Oktober 2000 wurde sie postum als erste Frau in die Automotive Hall of Fame aufgenommen.